# Вернер фон Сименс
Вижте пояснителната страница за други личности с името Сименс.
Вернер фон Сименс (на немски: Ernst Werner Siemens, 13 декември 1816 – 6 декември 1892) е германски инженер и изобретател, индустриалец, основател на фирмата Siemens, обществен и политически деец. Той открива динамоелектричния (електродинамичен) принцип и се счита за основател на съвременната електротехника, особено в областта на електроенергетиката. Съвместно с Йохан Георг Халске, Вернер Сименс основава фирмата Telegraphenbauanstalt Siemens & Halske в Берлин, от която произлиза днешната Siemens AG. Само за няколко десетилетия компанията се превръща от малка работилница, която, освен телеграфи, основно произвежда железопътна сигнализация, изолирани проводници и водомери, в една от най-големите в света компании в областта на електротехниката и технологиите. Четирима от неговите братя също работят като предприемачи и изобретатели, също основно в сектора на електроенергетиката.
За заслугите на Вернер фон Сименс в областта на електротехниката единицата за електрична проводимост е наречена на него – сименс (S).

## Биография

### Произход
Вернер Сименс е роден на 13 декември 1816 г. в Лент, близо до Хановер. Той е четвъртото от общо 14 деца в семейството на фермера Христиан-Фердинанд Сименс и неговата съпруга.
Вернер завършва с отличие гимназията „Катаринеум“ в Любек, а след това – артилерийското инженерно училище в Магдебург. Получава звание лейтенант и служи в артилерийските работилниците в Берлин, където се занимава с изобретателство и научни опити.
След смъртта на родителите му 24-годишният Вернер остава старши в семейството, състоящо се от десет братя и сестри.
През 1845 г. той става един от най-забележимите млади учени в образуваното Физическо общество в Германия и още през следващата година е командирован в комисия на Генералния щаб за подготовка внедряването на електрическия телеграф.

### Професионална дейност
В края на 1846 г. той разработва усъвършенстван машинен телеграф. Следващата година той изобретява процес за изолиране на проводниците с безшевна обвивка от гутаперча. Този процес и до днес е в основата на производството на изолирани кабели и електрически проводници.
През октомври 1847 г. Сименс заедно с механика Йохан Халске основава фирмата за строеж на телеграфни линии Telegraphenbauanstalt Siemens & Halske (S&H), занимаваща се, освен с електротелеграфия, и с точна механика и оптика, а също и с електромедицински апарати. През 1849 г. фирмата S&H построява първата в Германия телеграфна линия Берлин – Франкфурт на Майн.
За един от участъците на основно въздушната линия е използван подземен кабел с изолация от гутаперча, нанесена с помощта на изобретена от Сименс преса. По същото време Вернер предлага полагането на кабела в оловни тръби.
Той също усъвършенства стрелковия телеграф на Уитстън-Кук, за което на Първата международна промишлена изложба в Англия (1851 г.) е удостоен с една от най-високите награди.
Започвайки от 1853 г., фирмата S&H строи много телеграфни линии в Русия, като свързва Санкт Петербург с Кронщат, Хелзинки, Варшава, Рига, Талин.
Сименс, като съчетава научните изследвания и изобретателската дейност с конструкторски разработки, внедрява в производството нови и усъвършенствани изделия – черта, която го сродява с Томас Едисон.
Неговият доклад за електротелеграфията пред Парижката академия на науките е високо оценен от Александър фон Хумболт и е публикуван по препоръка на Франсоа Араго. На 35-годишна възраст Сименс влиза в редиците на световно признатите авторитети в областта на електротехниката.
През 1868 – 1870 г. фирмата S&H участва в построяването на Индоевропейската телеграфна линия Лондон – Калкута с дължина 11 000 km. Един от участъците на тази линия (през Кавказ) е построена на железни стълбове и е работила от 1871 до 1931 г.
През 1860-те години Сименс започва да работи и в областта на силнотоковата електротехника. Най-значителното му постижение в тази област е създаването на съвършена конструкция на генератор за постоянен ток със самовъзбуждане, дълго време наричана динамо машина. Той предлага и живачна единица за съпротивление, впоследствие преобразувана в ом, а на единицата за електрическа проводимост е дадено наименованието „сименс“.
В началото на 1870-те години S&H построява кабелния кораб „Фарадей“, снабден с усъвършенствана кабелополагаща машина. През 1874 г. „Фарадей“ полага трансатлантически телеграфен кабел с дължина 5700 km, свързващ пряко Ирландия и САЩ (т.е. заобикаляйки Нюфаундленд, който в предишни опити за полагане на такъв кабел е служел за междинна точка). Само за 10 години този кораб полага шест трансатлантически кабела.
През юли 1874 г. Сименс е приет за член на Пруската академия на науките.
През 1877 г. фирмата S&H произвежда телефонните слушалки на Александър Бел, а през 1881 г. участва в строителството на първата в Берлин телефонна станция.
През 1877 г. в шисти, отнасящи се към късния юрски период, е открита единствена по рода си прекрасно запазила се вкаменелост на някаква изкопаема птица. Намерилият тази палеонтологична рядкост любител геолог смятал да я продаде в чужбина, искайки за нея крупна сума пари. Като чул за тази рядка находка, Сименс веднага я купил, като по този начин я оставя в Германия. По-късно той я предава на Берлинския музей на естествознанието. Научното название на тази рядкост, Archaeopteryx Simensii (Археоптерикс на Сименс) и до днес напомня за забележителната постъпка на Вернер Сименс.
Почти всички успехи на предприятието на Сименс се дължат на изследователските и изобретателски способности на своя ръководител. Той отхвърлял всичко, което не е всестранно разгледано от теоретична гледна точка и не е потвърдено експериментално.
Динамомашината на Сименс предизвиква истинска революция в минното дело, благодарение на нея се появяват електрическият къртач, шахтният електрически вентилатор, електротранспортьорът и, главно, електрическият рудничен път.
През 1879 г. фирмата S&H представя на берлинската промишлена изложба първата електрическа жп линия; през 1880 г. на изложба в Манхайм – първият в света електрически асансьор. През 1881 г. фирмата построява първата електрическа трамвайна линия в покрайнините на Берлин; през 1882 г. започва пробна експлоатация на създадения от Сименс електромот по първата в света тролейбусна линия.
Сименс прави много за развитие на немската и европейска електротехника. Той е инициаторът за образуването на Берлинския електротехнически съюз (1879 г.), а също е основател и председател на Патентното общество в Берлин.
Даже и терминът електротехника е въведен в обращение именно от Вернер фон Сименс, като го употребява през 1879 г. в писмо до генералния директор на немските пощи Хенрих фон Стефан (преди това е използван терминът „приложна теория на електричеството“).
Освен това Вернер Сименс е известен като меценат в областта на науката и културата: той подарява 500 хил. марки за създаването на Берлинска национална физико-техническа лаборатория; благодарение на неговите усилия и парична подкрепа в Шарлотенбург се открива Физико-технически институт.
На Първата Международната електротехническа изложба в Париж през 1881 г. най-голям успех имат експонатите на Едисон и Сименс. Именно там двамата корифеи на електротехниката се запознават и сприятеляват.
В знак на признаване на неговите заслуги пред науката и обществото кайзер Фридрих III на 5 май 1888 г. издига Сименс в звание, като основава аристократичен род на негово име, и той става Вернер фон Сименс.
От 1889 г. започва постепенно оттегляне на Вернер Сименс от активно участие в работата на фирмата. По това време в неговата фирма, включително в дъщерните предприятия в Лондон, Санкт Петербург и Виена, се наброяват вече 5000 сътрудника. На 31 декември 1889 г. Сименс напуска ръководството на фирмата, без да прекъсва активността си.
През 1892 г. той изобретява стоманената лентова броня за защита на подземните кабели от механични въздействия.
В края на живота си с присъщия му дар за реално предвиждане Сименс посочва перспективата пред световната търговия и икономическото обединение на Европа: „Това може да стане само благодарение отстраняването, по възможност, на всички външнополитически митнически бариери, ограничаващи районите на продажби, оскъпяващи производството и намаляващи конкурентоспособността на световния пазар.“